# Дом И. М. Самойловича
Дом И. М. Самойловича — памятник архитектуры местного значения в Нежине. 

## История
Изначально был внесён в «список памятников архитектуры вновь выявленных» под названием Жилой дом Самойловича.
Приказом Министерства культуры и туризма от 21.12.2012 № 1566 присвоен статус памятник архитектуры местного значения с охранным № 10020-Чр под названием Дом И. М. Самойловича. Установлена информационная доска.

## Описание
Дом построен в начале 19 века на Греческой улице.
Двухэтажный, каменный, прямоугольный в плане с ризалитом с восточной стороны, увенчанным треугольным фронтоном, где в тимпане окно-светёлка. Фасад расчленяет межэтажный карниз, а каждый этаж — пилястры, между которыми ниши с окнами и декоративные, венчает фасад карниз.